# Jiří Ladocha
Jiří Ladocha, vlastním jménem Jiří Bauer (24. dubna 1942, Praha nebo Terezín – 6. července 2021, Toronto) byl český sochař, grafik a malíř. Po emigraci v roce 1968 žil a tvořil v Kanadě.

## Biografie
Český sochař, grafik a malíř Jiří Ladocha se narodil 24. dubna 1942 v ghettu Terezín. Zemřel 6. července 2021 v Torontu.
Rodiče byli po konci 2. světové války v době „Slánského procesu“ souzeni, otec chirurg byl obviněn ze špionáže, matka byla navzdory svému židovskému původu obviněna z kolaborace s nacisty. Jiří vyrůstal v Dětském domově Marty Gottwaldové v Mostu, určeném pro převýchovu dětí společensky nespolehlivých občanů. Později byl adoptován do rodiny, která mu dala i příjmení Ladocha. Osud rodičů utvářel i dospívání, nebylo mu umožněno studovat, ani se vyučit, živil se manuální prací. Zásadní životní změnu mu přineslo setkání s prozaikem a esejistou Josefem Jedličkou, díky němuž se Ladocha seznámil také s Janem Zábranou, Ivanem Divišem a dalšími, a díky jejich vlivu začal uvažovat o vlastní tvůrčí činnosti. V 60. letech byl jedním ze zakladatelů politického "Kabaretu Kočka" v Karlových Varech.
V roce 1968 emigroval bez pasu přes Jugoslávii do Kanady; ta tehdy patřila mezi hlavní cíle českých uprchlíků a po srpnové okupaci 1968 tam odešlo více než dvacet tisíc Čechů. Usadil se v Torontu a nejprve myl dva roky nádobí v restauraci, aby si našetřil na vlastní grafický lis, a pak – ač samouk – na nově vzniklé umělecké škole vyučoval experimentální grafiku. Po revoluci 1989 se začal pravidelně vracet do Československa, usadil se s manželkou Carole v Obytcích u Klatov.
Na počátku své tvorby se Jiří Ladocha věnoval grafice, především litografii, a využíval v ní také indiánskou symboliku. Později ho zaujala lyrická abstrakce, experimentoval i s portrétem a s fotografií. Jeho díla byla vystavena na několika samostatných i kolektivních výstavách (jedna z posledních byla v roce 2018 v Torontu), v České republice nejčastěji v Galerii Klatovy Klenová. Je mezi umělci zastoupenými v Guggenheimově muzeu v New Yorku.